# Das feuerrote Spielmobil
Das feuerrote Spielmobil war eine vom 21. April 1972 bis 12. Juli 1981 ausgestrahlte Fernsehserie für Kinder ab dem Vorschulalter. Insgesamt wurden 184 Folgen der vom Bayerischen Rundfunk ab 1969 produzierten Serie im Nachmittagsprogramm der ARD gesendet.

## Geschichte
Die Sendung wurde ab 1969 als Nachfolger der Kindersendereihe Spielschule entwickelt und in München gedreht. Sie entstand, weil die BR-Verantwortlichen in der Sesamstraße die soziale Situation in der Bundesrepublik nicht korrekt dargestellt sahen und daher ein Ersatzprogramm benötigten.
Die Sendung suchte ein grundlegend neues Konzept des Kinderfernsehens umzusetzen und verzichtete vollständig auf studioproduzierte Programmanteile. Sie wurde im Spielmobil und an wechselnden Drehorten aufgenommen. Ein als Kamerawagen ausgestatteter roter Kleinbus fuhr durch das Land und zeigte reale Begegnungen mit Menschen und deren Geschichten.
Zu Beginn der Serie war das Spielmobil ein umgebauter Opel Blitz Baujahr 1962. Ziel der Serie war es, die Phantasie der Zuschauer anzuregen und sozialen Umgang zu lehren. In den ersten fünf Folgen spielten noch die beiden Puppen Maxifant und Minifant in der Serie mit, die dann jedoch ihre eigene Serie bekamen, weil sich die Produktionspartner trennten. Stattdessen kamen nun die Hundepuppen Biff und Wuff (entworfen von Jan Gulbransson) und die Trickfigur Wumi zum Einsatz.
Während der Folgen wurden mehrere Märchen nacherzählt, vor allem Grimms Märchen wie Rotkäppchen, Doktor Allwissend oder Das tapfere Schneiderlein. Darüber hinaus wurden Geschichten mit Felix (Uwe Falkenbach) und Bruder Tom (Erich Schleyer), von der 25 Folgen auf DVD erschienen sind, dem dünnen Herrn Schwarz (Josef Schwarz) und dem dicken Herrn Kern (Peter Kern) sowie mit dem Traummobil erzählt. Die langlebigste und bekannteste Serie innerhalb der Reihe war Das Haus mit der Nr. 30, sie lief von 1977 bis 1979 mit 41 Folgen.
Weitere bekannte Mitwirkende aus der Theater- und Kabarettszene waren z. B. Jörg Hube, Anja Franke, Michael Habeck, Frithjof Vierock, Philipp Sonntag und Marion Kracht.
Fernsehtechnisches Neuland waren zu der damaligen Zeit die mit der Bluescreen-Technik gestalteten Märchendarstellungen, z. B. Doktor Allwissend, Das blaue Licht, Das tapfere Schneiderlein oder Der alte Sultan. Weitere Folgen liefen unter dem Titel Geschichten mit Philipp Sonntag und seinem Traummobil, Kern und Schwarz, Felix und Bruder Tom. Insgesamt wurden 184 Folgen dieser Kinder-Fernsehserie produziert und gesendet.
Im Frühjahr 2009 erwarb, unter Vermittlung von Auto Bild, das deutsche Opel-Museum den Originalwagen der ersten Staffel, der nahezu unverändert geblieben ist, von seinem letzten Besitzer. Dessen Bruder hatte das Spielmobil Anfang der 1980er-Jahre dem BR abgekauft und im Rahmen der Auswanderung mit nach Otjiwarongo in Namibia genommen.

## Sonstiges
Im Vorspann wurden Münchner Stadtansichten sowie das Spielmobil durch München fahrend gezeigt. Eberhard Schoener komponierte für 36 Folgen die Musik.